# Автобиография Чарлза Дарвина
«Воспоминания о развитии моего ума и характера» (англ. Recollections of the Development of my Mind and Character) — автобиография британского учёного Чарльза Дарвина, впервые опубликованная в 1887 году, через пять лет после его смерти.
Дарвин написал эту книгу, предназначив своей семье. Он указывал, что писал её с 28 мая по 3 августа 1876 года. Книга была отредактирована его сыном Фрэнсисом, который удалил несколько отрывков, отражающих критические взгляды Чарльза Дарвина на Бога и христианство. Работа была опубликована в Лондоне издателем Джоном Мюрреем, как часть книги «Жизнь и письма Чарльза Дарвина, в том числе автобиографические главы» (англ. The life and letters of Charles Darwin, including an autobiographical chapter). Опущенные пассажи были восстановлены внучкой Дарвина Норой Барлоу в 1958 году в издании по случаю 100-летия со времени публикации «Происхождения видов», появившемся в Лондоне под названием «Автобиография Чарльза Дарвина 1809—1882» (англ. The Autobiography of Charles Darwin 1809-1882. With the original omissions restored. Edited and with appendix and notes by his granddaughter Nora Barlow).